# Danh sách tập phim Helluva Boss
Helluva Boss là một series phim hoạt hình chiếu mạng dành cho người lớn, được tạo ra bởi Vivienne Medrano. Phim lấy bối cảnh tại chiều không gian Hellaverse, một chiều không gian lấy ý tưởng từ địa ngục, kể về cuộc hành trình của I.M.P (viết tắt của Immediate Murder Professionals), một công ty hoạt động trong mảng ám sát thuê người trên trần gian. I.M.P gồm có 4 thành viên, gồm Blitzo và các nhân viên là Moxxie (thường gọi là Mox), vợ của Mox là Millie và con nuôi của Blitzo, một chú chó địa ngục tên Loona. Với một cuốn sách phép thuật cổ đại của Stolas, một trong những hoàng tử Địa ngục, I.M.P có thể đến được chiều không gian của loài người và thực hiện các nhiệm vụ được khách hàng giao.
Tập thử nghiệm của phim ra mắt vào ngày 25/11/2019, và tập đầu tiên của mùa 1 ra mắt vào ngày 31/10/2020. Phim được sản xuất bởi SpindleHorse Toons và được đăng trên kênh YouTube của tác giả Vivienne Medrano. Mùa hai của phim được bắt đầu từ ngày 30/7/2022. Vào ngày 26/4/2024, một phần phim phụ của series tên Helluva Shorts được thông báo và được đăng cùng ngày hôm đó.

## Số tập
Tính tới ngày 6/7/2024.
| Mùa | Mùa        | Số tập | Số tập | Phát hành gốc        | Phát hành gốc        | Tổng lượt xem (triệu người) |
| Mùa | Mùa        | Số tập | Số tập | Phát hành lần đầu    | Phát hành lần cuối   | Tổng lượt xem (triệu người) |
| --- | ---------- | ------ | ------ | -------------------- | -------------------- | --------------------------- |
|     | Thử nghiệm | 1      | 1      | 25 tháng 11 năm 2019 | 25 tháng 11 năm 2019 | 69.3                        |
|     | 1          | 8      | 8      | 31 tháng 10 năm 2020 | 24 tháng 6 năm 2023  | 377.7                       |
|     | 2          | 12     | 12     | 30 tháng 7 năm 2022  | Tháng 12 năm 2024    | 199.3                       |

## Nội dung

### Tập thử nghiệm (2019)
Lưu ý: Tập thử nghiệm được xác nhận là không phải là tập phim chính thức và nằm ngoài cốt truyện chính của phim.
| Tiêu đề | Đạo diễn         | Biên kịch                         | Ngày phát sóng gốc   |
| --- | ---------------- | --------------------------------- | -------------------- |
| "Pilot" | Vivienne Medrano | Vivienne Medrano & Brandon Rogers | 25 tháng 11 năm 2019 |
| Một chú imp tên Blitzo (lồng tiếng bởi Brandon Rodgers, âm o câm), đã thành lập một công ty chuyên về mảng ám sát tại Địa ngục với Moxxie (thường gọi là Mox), vợ Mox là Millie và chú chó địa ngục Loona, cũng là con nuôi của Blitzo. Phim bắt đầu khi Blitzo và các nhân viên đang họp với nhau. Mox đã phê phán việc Blitzo làm quảng cáo cho công ty trên truyền hình bằng ngân sách của công ty và cho chiếu suốt 3 giờ đồng hồ mà không có ai xem. Tuy vậy, Blitzo không nghe. Sau đó, đoạn quảng cáo chiếu cảnh Moxxie vô tình bắn trúng một cậu bé trong lúc Mox đang cố nhắm mục tiêu. Cả đám cố đưa cậu bé đến bệnh viện nhưng bị ném ra ngoài cửa sổ do không có bảo hiểm. Sau đó, Blitzo và nhân viên tiếp tục tranh cãi với nhau, cho đến khi cậu bé bị bắn lên tiếng và bắt đầu chửi họ, họ mới dừng lại. Lúc này, Loona phát hiện cậu bé lại là mục tiêu và Blitzo đã bắn chết cậu bé, rồi phân xác và vứt cái xác vào tay của mẹ cậu bé, người đang trả lời phóng sự với phóng viên. Nhạc: I.M.P Jingle và Oh Millie (bản chưa hoàn chỉnh) |                  |                                   |                      |

### Mùa 1 (2020-2021)
| Tiêu đề | Đạo diễn         | Biên kịch                         | Ngày phát sóng gốc   |
| --- | ---------------- | --------------------------------- | -------------------- |
| "Murder Family" | Vivienne Medrano | Vivienne Medrano & Brandon Rogers | 31 tháng 10 năm 2020 |
| Mayberry là một giáo viên mẫu giáo. Khi biết được chồng mình đang ngoại tình với một người phụ nữ tên Martha, cô đã giết chồng và Martha rồi tự sát, tuy nhiên Martha vẫn còn sống. Sau khi xuống địa ngục, Mayberry đã yêu cầu I.M.P phải thanh toán gia đình của Martha. Nhận được yêu cầu, Blitzo, Moxxie và Millie ngay lập tức đến Trái Đất để thực hiện yêu cầu khách hàng. Tuy nhiên, khi Blitzo sắp bắn Martha, Mox đã tranh cãi với Blitzo và vô tình đẩy khẩu súng đi khiến viên đạn bị chệch hướng. Gia đình của Martha đã phát hiện ra và nhanh chóng bắt được Mox và Millie, còn Blitzo thì phải chạy trốn. Khi tỉnh lại, Mox phát hiện mình đang bị trói vào ghế và phát hiện gia đình của Martha là những người tôn thờ quỷ dữ. Lúc này, Blitzo đang cố trốn khỏi Martha nhưng lại bị Stolas gọi điện để bàn về việc Blitzo vẫn đang giữ cuốn sách phép thuật và khiến Blitzo bị Martha phát hiện. Mox lúc đó đã thoát được khỏi ngôi nhà và chạy vào rừng để tìm kiếm Blitzo và Millie. Moxxie đã phát hiện ra hai vợ chồng Martha đang thiêu sống và chuẩn bị bắn chết Blitzo và Millie và đã tiêu diệt Martha từ phía sau. Moxxie nhanh chóng giải thoát hai người kia rồi trở lại căn nhà của Martha để tiêu diệt những người còn lại, tuy nhiên Mox đã quyết định tha thứ cho chồng và con của Martha rồi gọi cảnh sát đến để xử lý. Khi chuẩn bị về, Mox đã chứng kiến cảnh các cảnh sát cho nổ sập hoàn toàn căn nhà, giết chết chồng và con của Martha. Trở về Địa ngục, Mayberry đã làm một buổi tiệc nhỏ chúc mừng I.M.P, nhưng Mox vẫn còn ám ảnh sau những sự kiện đã diễn ra. Nhạc: Teacher's Song |                  |                                   |                      |